# أنكولا دا كوستا
أنكولا دا كوستا (بالإنجليزية: Angula da Costa)‏ هو لاعب كرة قدم ناميبي في مركز الدفاع، ولد في 17 مارس 1987. لعب مع نادي بلاك أفريكا.

## وصلات خارجية
- أنكولا دا كوستا على موقع الاتحاد الدولي (مؤرشف)  (الإنجليزية)
- أنكولا دا كوستا على موقع قاعدة بيانات كرة القدم.إي يو (الإنجليزية)
- أنكولا دا كوستا على موقع ناشيونال فوتبول تيمز (الإنجليزية)